# La Aguadora

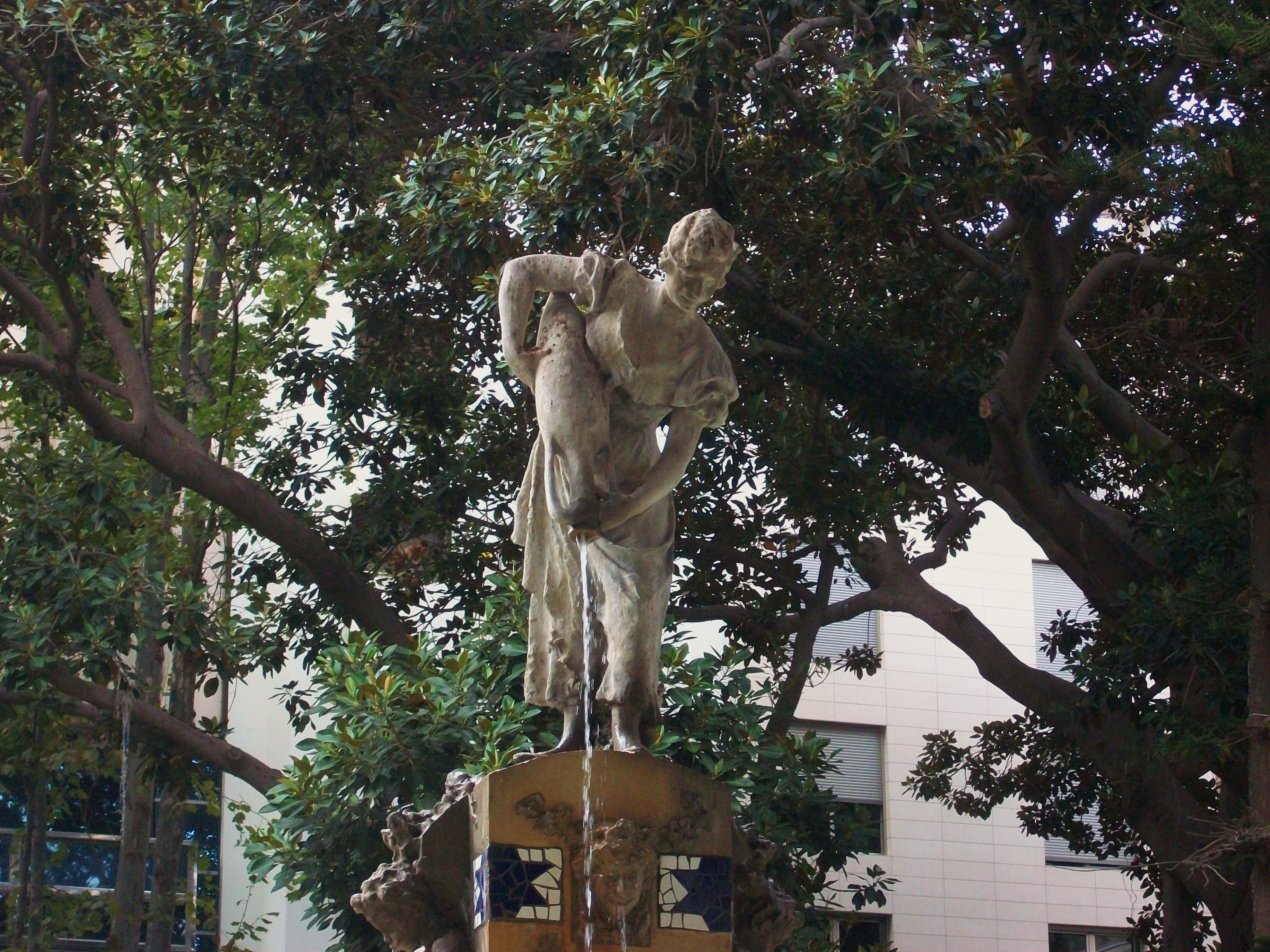
Escultura de la Aguadora

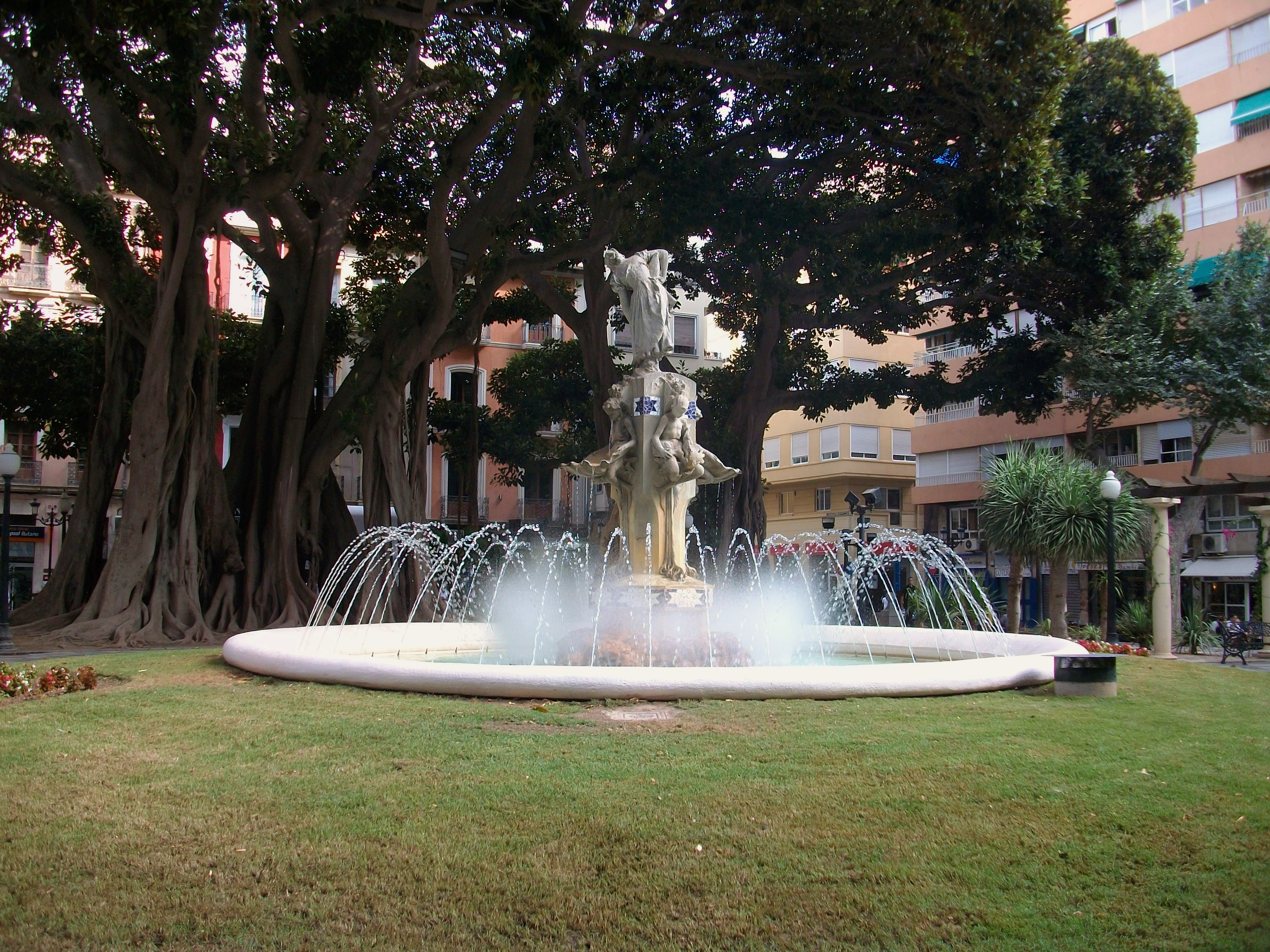
Vista de la fuente

La Aguadora, también llamada Moza del cántaro, es una escultura urbana ubicada sobre una fuente en la plaza de Gabriel Miró de la ciudad de Alicante (España).
Es obra del escultor alicantino Vicente Bañuls, que se inspiró en una joven de 17 años llamada Susana Llaneras Rico, y finalizó la obra en 1918, mismo año que se colocó en su emplazamiento actual con el fin de sustituir un colector de agua.
El conjunto está formado por una joven en un pedestal (Afrodita), que se opone a los deseos de Pan vertiéndole agua (vid. Afrodita de Delos, con Pan y Eros); está flanqueada por dos niños tritones, heraldos de Poseidón, que proveen agua; un tercero aguanta entre las rodillas una caracola-bocina mientras sujeta un cisne, símbolo de Afrodita.
Desde el 24 de septiembre de 2018, Susana Llaneras cuenta con una calle en su nombre en el centro de Alicante.